# Gaston Combes

a Compétitions nationales et continentales officielles uniquement.

b Matchs officiels uniquement.
Gaston Combes, né le 29 février 1920 à Toulouse et mort le 28 août 1989 à Albi, est un joueur et entraîneur de rugby à XIII international français et de rugby à XV international français, évoluant au poste de centre ou de demi de mêlée dans les années 1930, 1940 et 1950.
Il passe son enfance dans le quartier toulousain Saint-Cyprien découvrant les joies du rugby à XV. Précoce, il est repéré par le club de rugby à XIII le RC Albigeois qui le recrute à seulement 17 ans en 1937. Grand espoir, il confirme dès sa première en remportant le championnat de France en 1938 aux côtés de Jean-Marie Vignal, Henri Jeansous et André Castagnon. La Seconde Guerre mondiale arrive et il est mis en place l'interdiction du rugby à XIII. Il revêt le maillot du club de rugby à XV l'US Fumel. Ce dernier, fort de nombreux éléments de qualité, atteint les demi-finales du championnat de France en 1945 avec Jean Barreteau, Pierre Taillantou contre le SU Agen d'Albert Ferrasse. Dans la foulée, il gagne sa première cape internationale avec l'équipe de France de rugby à XV aux côtés de Jacques Chaban-Delmas et Jean Dauger.
Après la guerre, il revient au XIII et au RC Albigeois avec succès, permettant la relance de ce code de rugby en France. Il connaît alors cinq sélections en équipe de France de rugby à XIII, référence au poste de demi de mêlée d'après guerre entre 1946 et 1947. Après sa retraite sportive, il devient entraîneur et au côté de Jean-Marie Vignal permet au RC Albigeois de remporter le championnat de France en 1956. Dans la vie civile, il est responsable des services généraux du Centre Hospitalier d'Albi.

## Biographie

### Enfance, jeunesse et débuts en rugby à Toulouse
Gaston Pascal Combes naît le 29 février 1920 au 20 rue Fontaine-Lestang à Toulouse. Son père, Marius Combes (né le 13 mai 1892 à Toulouse), est chaudronnier, et sa mère, Marguerite Alphonsine Sabo (née le 31 mars 1894 à Toulouse et décédée le 2 mars 1982 à Lombez), ouvrière en chaussures, ils se sont mariés le 26 août 1916 à Toulouse. Gaston Combes se marie une première fois le 11 avril 1942 à Andrée Petit, en la mairie d'Albi puis une seconde fois le 6 mai 1978 à Arlette Petit à Albi. Prodige du ballon ovale, il cotoie dans sa jeunesse le club de rugby à XV du quartier de Saint-Cyprien sur Toulouse.

### 1937: Il rejoint le rugby à XIII en signant pour le R.C. Albigeois
A seulement 17 ans, le RC Albigeois le recrute et en fait un équipier premier au poste de centre et remporte dès sa première saison le championnat de France en 1938 aux côtés de Jean-Marie Vignal, Henri Jeansous et André Castagnon.

### Durant la guerre, l'interdiction du rugby à XIII l'amène à l'U.S. Fumel
Durant la guerre et l'interdiction du rugby à XIII en France, il rejoint l'US Fumel et atteint les demi-finales du Championnat de France avec Jean Barreteau et Pierre Taillantou et obtient une unique sélection avec l'équipe de France de rugby à XV le 28 avril 1945, il évolue aux côtés de Jacques Chaban-Delmas, Jean Dauger et Jean Prat.

### Période faste d'après-guerre avec un retour au R.C. Albigeois en rugby à XIII
Il revient en 1945 au rugby à XIII à Albi et connaît ses cinq sélections avec l'équipe de France de rugby à XIII de 1946 à 1947, il évolue alors aux côtés de Puig-Aubert, Joseph Maso, Maurice Brunetaud, Paul Dejean, Élie Brousse, Jean Poch et Robert Caillou.

## Palmarès

### Rugby à XIII

#### En tant que joueur
- Collectif[5] :
  - Vainqueur du championnat de France : 1938 (Albi).

##### Coupe d'Europe des nations
| Édition | Rang | Résultats France | Résultats Combes | Matchs Combes |
| ------- | ---- | ---------------- | ---------------- | ------------- |
| 1946    | 2    | 1 v 0 n 1 d      | 1 v 0 n 1 d      | 2/2           |
| 1947    | 3    | 1 v 0 n 3 d      | 1 v 0 n 2 d      | 3/4           |

##### Détails en sélection
| Matchs internationaux de Gaston Combes en rugby à XIII | Matchs internationaux de Gaston Combes en rugby à XIII | Matchs internationaux de Gaston Combes en rugby à XIII | Matchs internationaux de Gaston Combes en rugby à XIII | Matchs internationaux de Gaston Combes en rugby à XIII | Matchs internationaux de Gaston Combes en rugby à XIII | Matchs internationaux de Gaston Combes en rugby à XIII | Matchs internationaux de Gaston Combes en rugby à XIII | Matchs internationaux de Gaston Combes en rugby à XIII | Matchs internationaux de Gaston Combes en rugby à XIII | Matchs internationaux de Gaston Combes en rugby à XIII | Matchs internationaux de Gaston Combes en rugby à XIII |
|                                                        | Date                                                   | Adversaire                                             | Résultat                                               | Compétition                                            | Poste                                                  | Points                                                 | Essais                                                 | Pen.                                                   | Drops                                                  |                                                        |                                                        |
| ------------------------------------------------------ | ------------------------------------------------------ | ------------------------------------------------------ | ------------------------------------------------------ | ------------------------------------------------------ | ------------------------------------------------------ | ------------------------------------------------------ | ------------------------------------------------------ | ------------------------------------------------------ | ------------------------------------------------------ | ------------------------------------------------------ | ------------------------------------------------------ |
| sous les couleurs de la France                         |                                                        |                                                        |                                                        |                                                        |                                                        |                                                        |                                                        |                                                        |                                                        |                                                        |                                                        |
| 1                                                      | 23 février 1946                                        | Angleterre                                             | 6-16                                                   | Coupe d'Europe                                         | demi de mêlée                                          | -                                                      | -                                                      | -                                                      | -                                                      |                                                        |                                                        |
| 2                                                      | 24 mars 1946                                           | Pays de Galles                                         | 19-7                                                   | Coupe d'Europe                                         | demi de mêlée                                          | -                                                      | -                                                      | -                                                      | -                                                      |                                                        |                                                        |
| 3                                                      | 8 décembre 1946                                        | Angleterre                                             | 0-3                                                    | Coupe d'Europe                                         | demi de mêlée                                          | -                                                      | -                                                      | -                                                      | -                                                      |                                                        |                                                        |
| 4                                                      | 18 janvier 1947                                        | Pays de Galles                                         | 14-5                                                   | Coupe d'Europe                                         | demi de mêlée                                          | -                                                      | -                                                      | -                                                      | -                                                      |                                                        |                                                        |
| 5                                                      | 12 avril 1947                                          | Pays de Galles                                         | 15-17                                                  | Coupe d'Europe                                         | demi de mêlée                                          | -                                                      | -                                                      | -                                                      | -                                                      |                                                        |                                                        |

##### Détails en club
| Saison    | Saison                                              | Championnat                                         | Championnat                                         | Coupe                                               | Coupe                                               | Sélection                                           | Sélection                                           | Sélection                                           | Sélection                                           | Sélection                                           | Sélection                                           |
| Saison    | Saison                                              | Comp.                                               | Class.                                              | Comp.                                               | Class.                                              | Comp.                                               | M                                                   | Pts                                                 | Ess.                                                | Buts                                                | Dp.                                                 |
| --------- | --------------------------------------------------- | --------------------------------------------------- | --------------------------------------------------- | --------------------------------------------------- | --------------------------------------------------- | --------------------------------------------------- | --------------------------------------------------- | --------------------------------------------------- | --------------------------------------------------- | --------------------------------------------------- | --------------------------------------------------- |
| 1937-1938 | RC Albigeois                                        | Championnat de France                               | Vainqueur                                           | Coupe de France                                     | 1/8 finale                                          |                                                     |                                                     |                                                     |                                                     |                                                     |                                                     |
| 1938-1939 | RC Albigeois                                        | Championnat de France                               | 7e                                                  | Coupe de France                                     | 1/4 finale                                          |                                                     |                                                     |                                                     |                                                     |                                                     |                                                     |
| 1939-1940 | RC Albigeois                                        | Championnat de France                               | 1/2 finale                                          | Coupe de France                                     | 1/4 finale                                          |                                                     |                                                     |                                                     |                                                     |                                                     |                                                     |
| 1940-1945 | Interdiction du rugby à XIII, passage au rugby à XV | Interdiction du rugby à XIII, passage au rugby à XV | Interdiction du rugby à XIII, passage au rugby à XV | Interdiction du rugby à XIII, passage au rugby à XV | Interdiction du rugby à XIII, passage au rugby à XV | Interdiction du rugby à XIII, passage au rugby à XV | Interdiction du rugby à XIII, passage au rugby à XV | Interdiction du rugby à XIII, passage au rugby à XV | Interdiction du rugby à XIII, passage au rugby à XV | Interdiction du rugby à XIII, passage au rugby à XV | Interdiction du rugby à XIII, passage au rugby à XV |
| 1945-1946 | RC Albigeois                                        | Championnat de France                               | 1/2 finale                                          | Coupe de France                                     | 1/4 finale                                          | CE                                                  | 2                                                   | -                                                   | -                                                   | -                                                   | -                                                   |
| 1946-1947 | RC Albigeois                                        | Championnat de France                               | 7e                                                  | Coupe de France                                     | 1/2 finale                                          | CE                                                  | 3                                                   | -                                                   | -                                                   | -                                                   | -                                                   |
| 1947-1948 | RC Albigeois                                        | Championnat de France                               | 1/2 finale                                          | Coupe de France                                     | 1/4 finale                                          |                                                     |                                                     |                                                     |                                                     |                                                     |                                                     |
| 1948-1949 | RC Albigeois                                        | Championnat de France                               | 1/2 finale                                          | Coupe de France                                     | 1/4 finale                                          |                                                     |                                                     |                                                     |                                                     |                                                     |                                                     |
| 1949-1950 | RC Albigeois                                        | Championnat de France                               | 6e                                                  | Coupe de France                                     | 1/8 finale                                          |                                                     |                                                     |                                                     |                                                     |                                                     |                                                     |
| 1950-1951 | RC Albigeois                                        | Championnat de France                               | 6e                                                  | Coupe de France                                     | 1/8 finale                                          |                                                     |                                                     |                                                     |                                                     |                                                     |                                                     |
| 1951-1952 | RC Albigeois                                        | Championnat de France                               | 5e                                                  | Coupe de France                                     | 1/4 finale                                          |                                                     |                                                     |                                                     |                                                     |                                                     |                                                     |
| 1952-1953 | RC Albigeois                                        | Championnat de France                               | 8e                                                  | Coupe de France                                     | 1/8 finale                                          |                                                     |                                                     |                                                     |                                                     |                                                     |                                                     |

#### En tant qu'entraîneur
- Collectif :
  - Vainqueur du championnat de France : 1956 (Albi).

### Rugby à XV

#### Détails en sélection
| Matchs internationaux de Gaston Combes en rugby à XV | Matchs internationaux de Gaston Combes en rugby à XV | Matchs internationaux de Gaston Combes en rugby à XV | Matchs internationaux de Gaston Combes en rugby à XV | Matchs internationaux de Gaston Combes en rugby à XV | Matchs internationaux de Gaston Combes en rugby à XV | Matchs internationaux de Gaston Combes en rugby à XV | Matchs internationaux de Gaston Combes en rugby à XV | Matchs internationaux de Gaston Combes en rugby à XV | Matchs internationaux de Gaston Combes en rugby à XV | Matchs internationaux de Gaston Combes en rugby à XV | Matchs internationaux de Gaston Combes en rugby à XV |
|                                                      | Date                                                 | Adversaire                                           | Résultat                                             | Compétition                                          | Poste                                                | Points                                               | Essais                                               | Pen.                                                 | Drops                                                |                                                      |                                                      |
| ---------------------------------------------------- | ---------------------------------------------------- | ---------------------------------------------------- | ---------------------------------------------------- | ---------------------------------------------------- | ---------------------------------------------------- | ---------------------------------------------------- | ---------------------------------------------------- | ---------------------------------------------------- | ---------------------------------------------------- | ---------------------------------------------------- | ---------------------------------------------------- |
| sous les couleurs de la France                       |                                                      |                                                      |                                                      |                                                      |                                                      |                                                      |                                                      |                                                      |                                                      |                                                      |                                                      |
| 1                                                    | 28 avril 1945                                        | Empire britannique                                   | 6-27                                                 | Test-match                                           | demi de mêlée                                        | -                                                    | -                                                    | -                                                    | -                                                    |                                                      |                                                      |

#### Détails en club
| Saison  | Saison   | Championnat           | Championnat | Coupe           | Coupe      | Sélection | Sélection | Sélection | Sélection | Sélection | Sélection | Sélection |
| Saison  | Saison   | Comp.                 | Class.      | Comp.           | Class.     | Comp.     | M         | Pts       | Ess.      | Buts      | Dp.       |           |
| ------- | -------- | --------------------- | ----------- | --------------- | ---------- | --------- | --------- | --------- | --------- | --------- | --------- | --------- |
| 1940-41 | SC Albi  | Coupe des Pyrénées    | ?           |                 |            |           |           |           |           |           |           |           |
| 1941-42 | SC Albi  | Coupe des Pyrénées    |             |                 |            |           |           |           |           |           |           |           |
| 1942-43 |          |                       |             |                 |            |           |           |           |           |           |           |           |
| 1943-44 | US Fumel | Poule de 6            |             | Coupe de France | ?          |           |           |           |           |           |           |           |
| 1944-45 | US Fumel | Championnat de France | 1/2 finale  | Coupe de France | 1/4 finale |           | 1         | -         | -         | -         | -         |           |

## Reconnaissance et hommages
Il est honoré :
- à Albi où une allée porte son nom.